# علي نصیریان
 علي نصیریان (بالفارسية: علی نصیریان)(1935 - في طهران، إيران) وممثل إيراني.